# Gera op den Kelder
Gera op den Kelder (Delft, 14 januari 1995) is een voetbalspeelster uit Nederland. Ze speelt als verdediger voor FC Utrecht.

## Carrière
Op den Kelder speelde in haar jeugdjaren voor DSV Concordia in haar geboortestad Delft. Vanaf het seizoen 2013/14 komt ze tien jaar lang uit voor DTS Ede. Als amateur viert ze twee kampioenschappen in 2016 en 2018. Op 18 maart 2023 speelt ze haar 200ste wedstrijd voor DTS Ede. In 2023 tekent ze een contract bij FC Utrecht dat haar rentree maakt in de Vrouwen Eredivisie in het seizoen 2023/24.
Op 10 september 2023 maakte Op den Kelder haar debuut voor FC Utrecht in een thuiswedstrijd tegen Feyenoord door in te vallen voor Liza van der Most. Op den Kelder verlengde haar contract op 16 mei 2024 met een jaar. Ze verlengde haar contract voor een tweede maal op 12 maart 2025, waardoor ze ook in het seizoen 2024/25 uitkomt voor FC Utrecht.

## Statistieken
| Seizoen | Club       | Competitie | Competitie | Competitie | Beker | Beker | Overig | Overig | Totaal | Totaal |
| Seizoen | Club       | Competitie | Wed.       | Dlp.       | Wed.  | Dlp.  | Wed.   | Dlp.   | Wed.   | Dlp.   |
| ------- | ---------- | ---------- | ---------- | ---------- | ----- | ----- | ------ | ------ | ------ | ------ |
| 2023/24 | FC Utrecht | Eredivisie | 14         | 0          | 0     | 0     | 0      | 0      | 14     | 0      |
| 2024/25 | FC Utrecht | Eredivisie | 20         | 3          | 1     | 0     | 1      | 0      | 22     | 3      |
| Totaal  | Totaal     | Totaal     | 34         | 3          | 1     | 0     | 1      | 0      | 36     | 3      |

Bijgewerkt t/m 29 juli 2025.